# 世増ダム

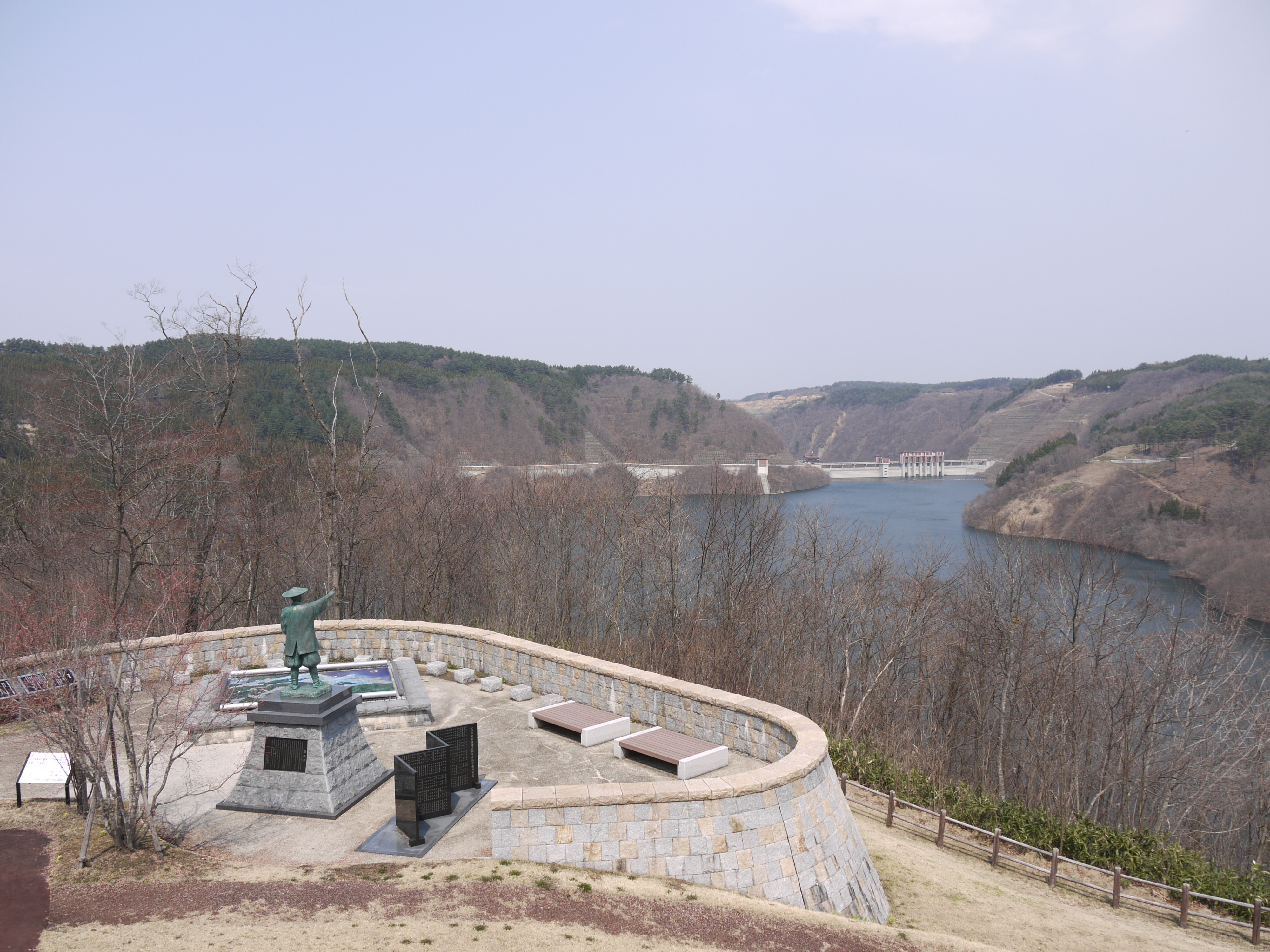
蛇口伴蔵の像より望む世増ダムと青葉湖

世増ダム（よまさりダム）は、青森県八戸市、二級河川・新井田川水系新井田川に建設されたダムである。
農林水産省東北農政局が管理している多目的ダムで、ダムの型式は重力式コンクリートダムである。ダムの貯水能力は青森県西目屋村の津軽ダムに次いで県では2番目に大きい。ダム湖の名称は一般からの応募によって決められ、青葉湖に決定した。現在、青森県の南部地域（八戸市を含む周辺自治体）に灌漑用水、上水として供給している。また、大雨時には洪水調節の役割を果たし下流一帯の地域を洪水災害から護る役割がある。
世増ダムは、八戸平原総合農地開拓事業計画により建設された。ダムの施工は東北農政局が主体となり、青森県、八戸圏域水道企業団、種市町水道事業の4事業者が費用負担をして2003年に完工した。
青葉湖周辺には、産地直売所の「朝もやの館」や、農業体験ができる山の楽校などの観光施設がある。また、青葉湖一帯は、秋に紅葉が綺麗に咲き乱れ、八戸市の新しいオアシスとして親しまれている。青葉湖では屋形船が運行されている。

## 年表
- 1989年（平成1年）～1992年（平成4年）　水没補償
- 1992年（平成4年）10月　工事用道路工事に着手
- 1993年（平成5年）9月　付替道路工事に着手
- 1997年（平成9年）3月　仮排水路工事に着手
- 1998年（平成10年）9月　基礎掘削に着手
- 1999年（平成11年）3月　河川水を仮排水路に転流
- 2000年（平成12年）3月　本体コンクリート打設開始
- 2001年（平成13年）12月　本体コンクリート打設完了
- 2003年（平成15年）試験湛水開始、完成

## 交通アクセス

### 道路
- 八戸自動車道 南郷ICから車で15分

## ギャラリー

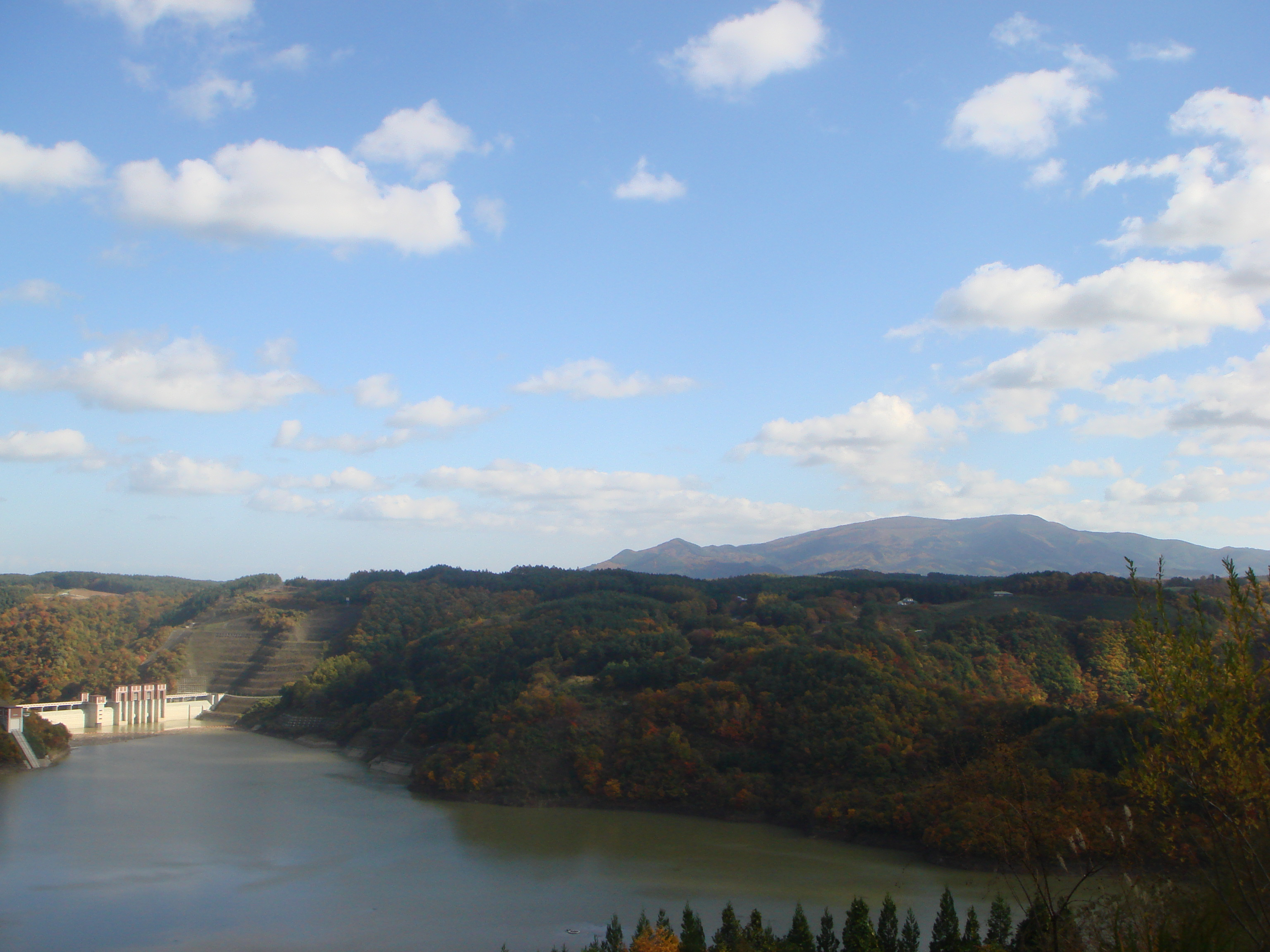
青葉湖
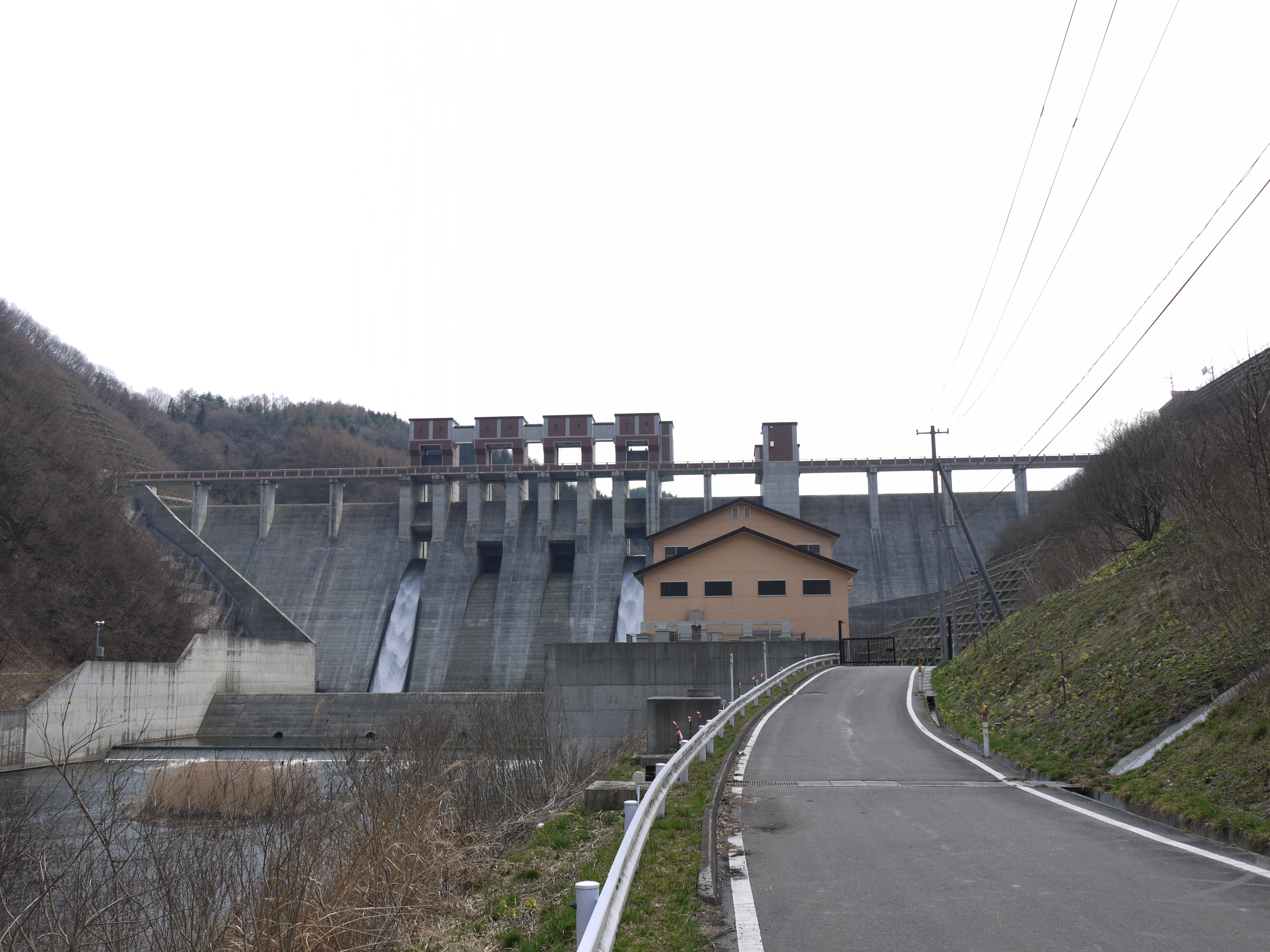
正面から見たダム堤体の様子（2013年4月）
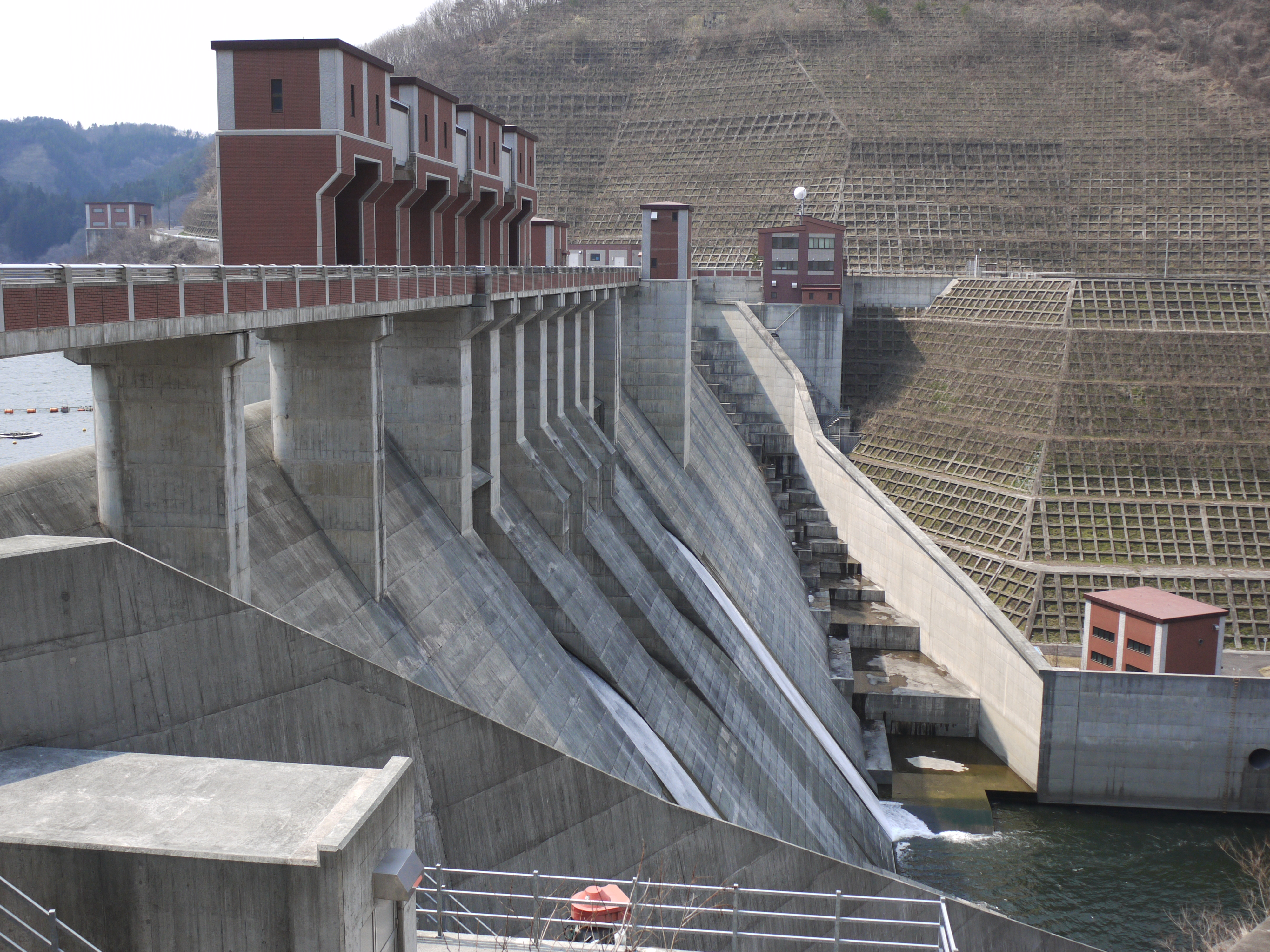
ダム堤体（2013年4月）
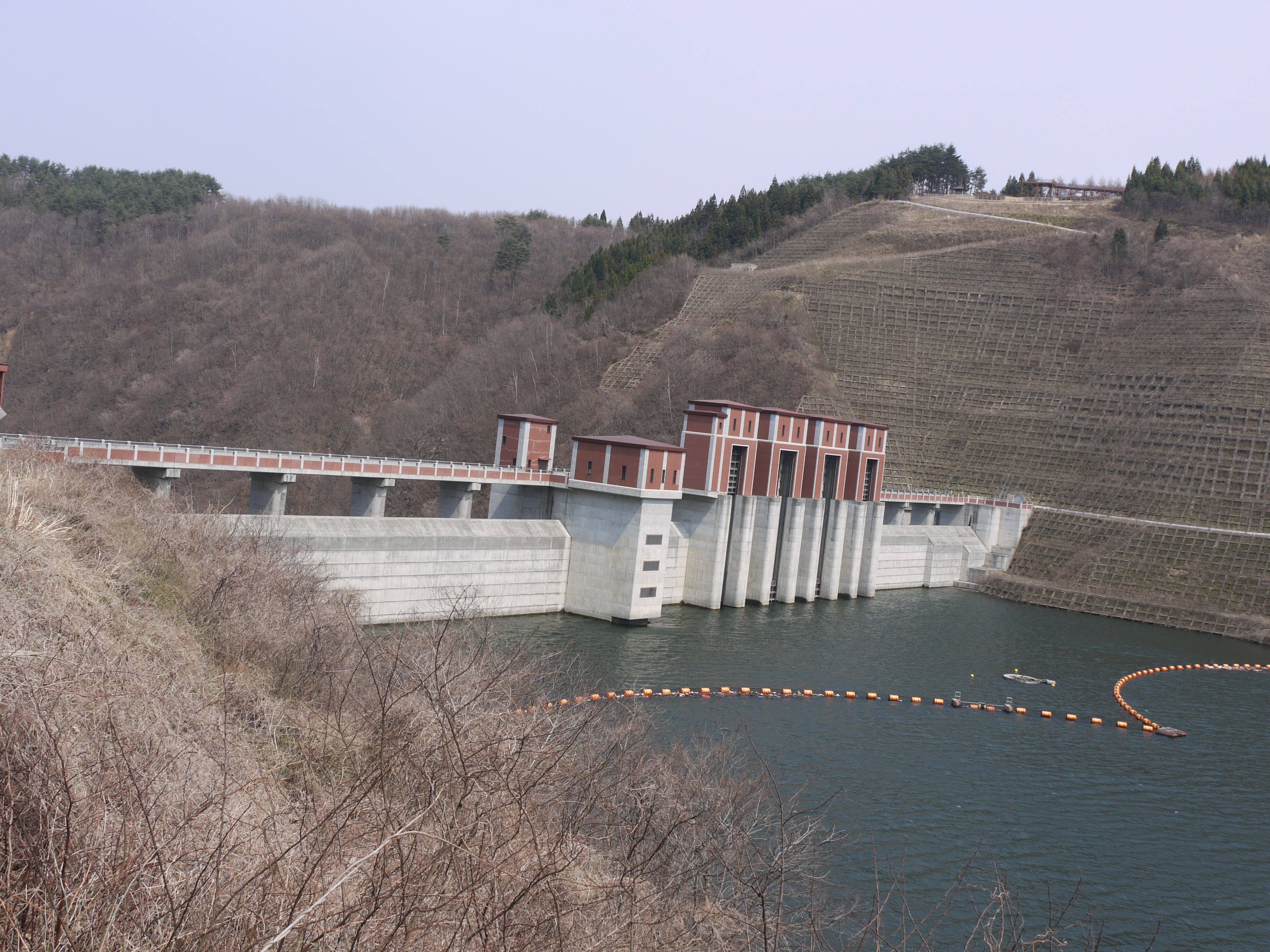
ダム湖側から見た様子（2013年4月）
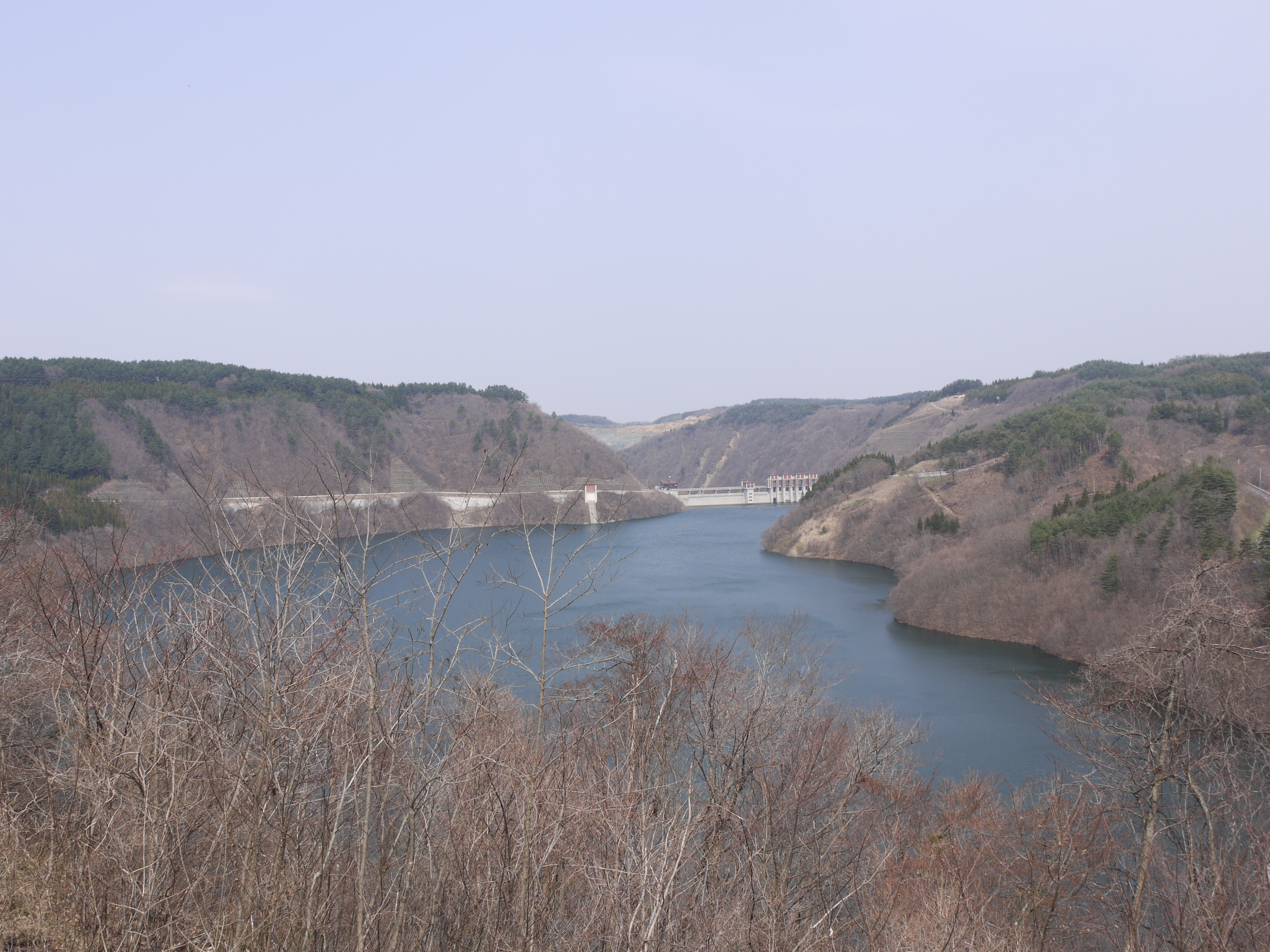
青葉湖（2013年4月）
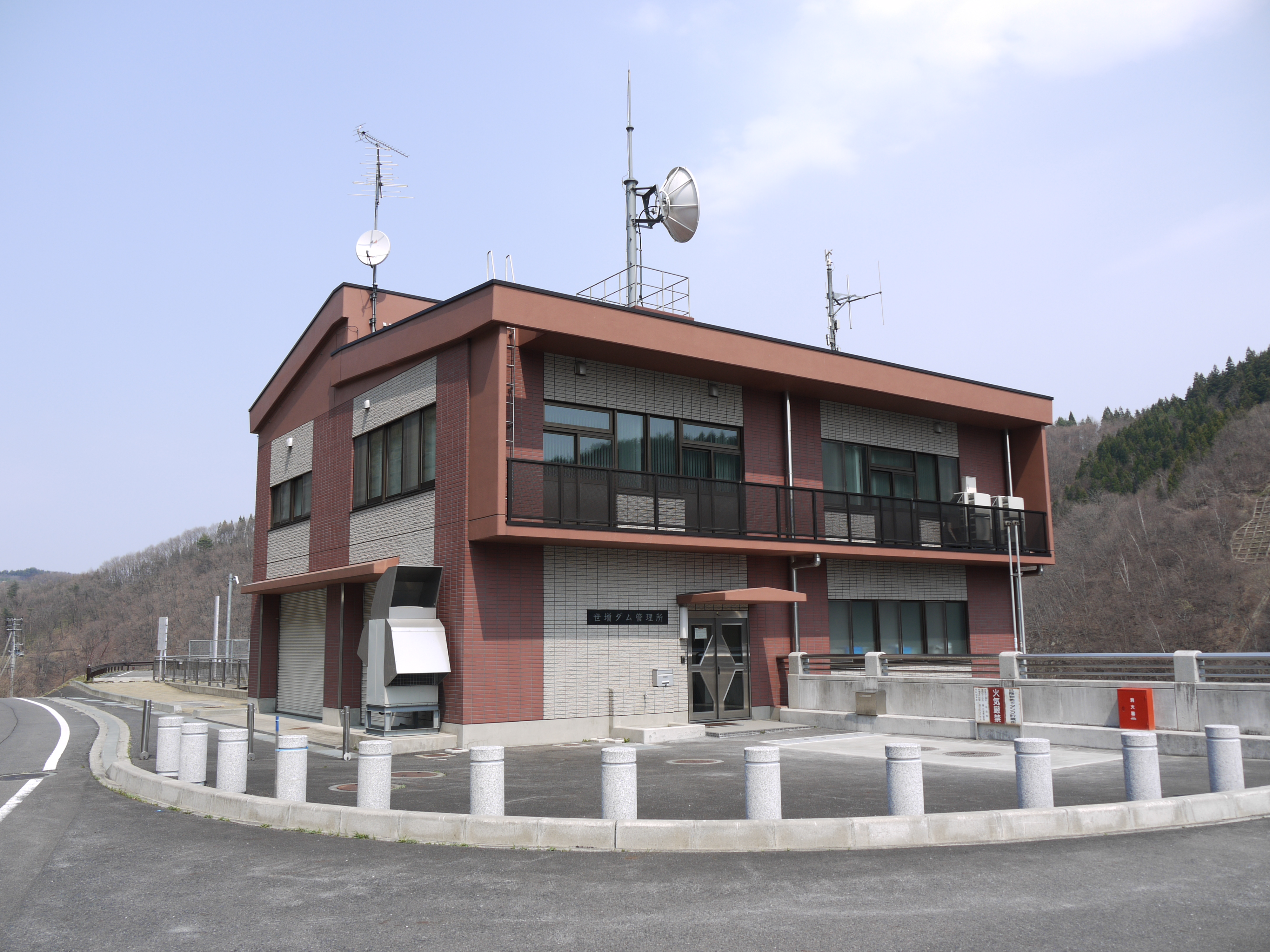
世増ダム管理所（2013年4月）
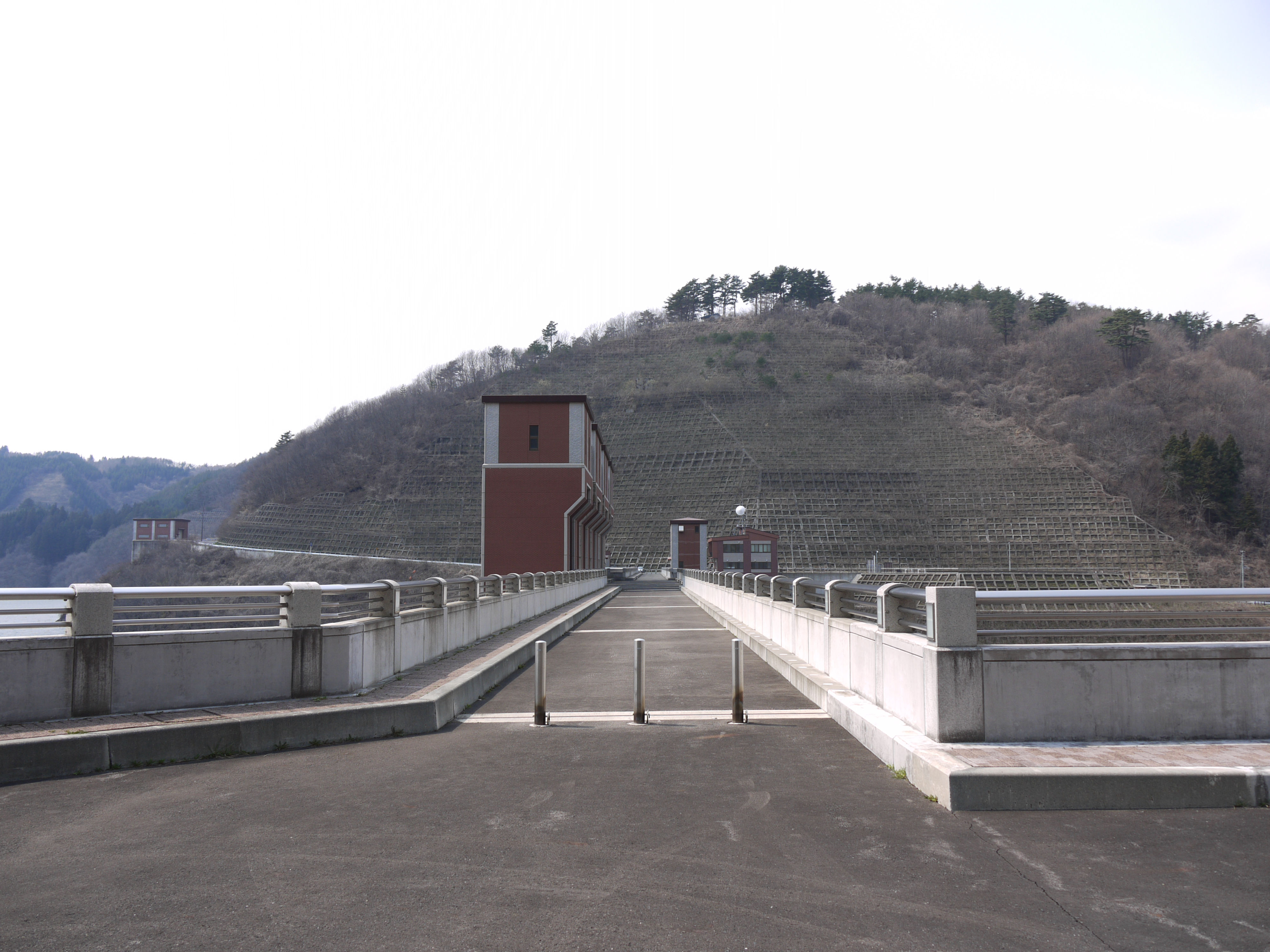
天端は道になっており歩くことができる（2013年4月）
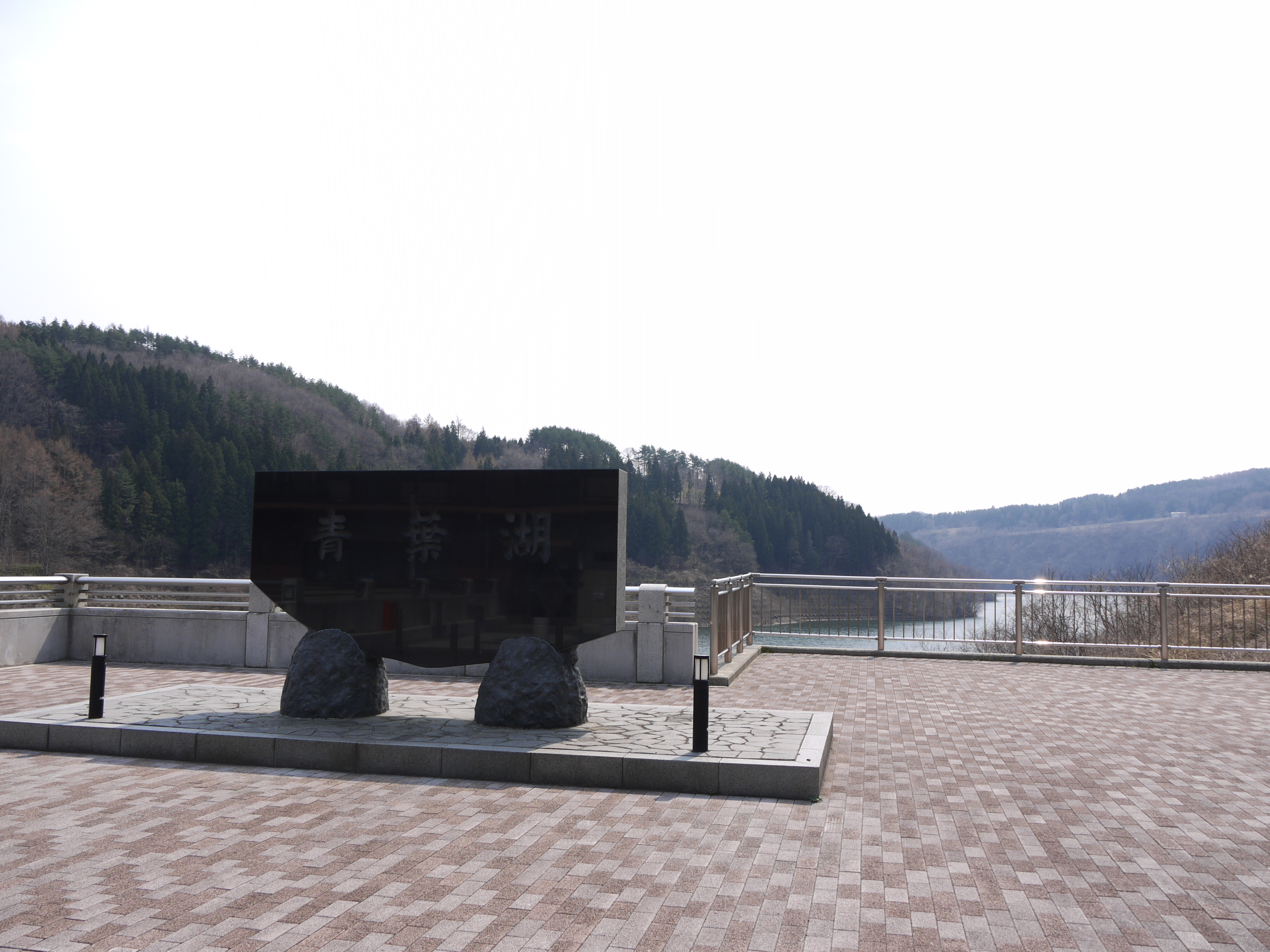
青葉湖石碑（2013年4月）